# Граф Сен Жермен
Граф Сен Жермен, (на френски: Comte de Saint-Germain), известен като Необикновения мъж, е описван като авантюрист, пътешественик, дипломат, знахар, изобретател, алхимик, пианист, цигулар и любител композитор. Той се издигнал в европейското висше общество в средата на 18 в. и оттогава различни учени го свързват с мистицизъм, окултизъм, тайни общества и различни конспиративни теории.
Aнглийската историчка Елизабет Бътлър обръща внимание, че много от легендарните „сведения“ за Сен Жермен повтарят един стереотип – този за чудотвореца, към който спадат и редица други образи. При това обстоятелство е разбираемо, че той вдъхновява множество литературни трактовки, като същевременно се оказва неподатлив на опровержения. Писателят Едуард Булвер-Литън е използвал митичния прототип за герой в своя роман Занони, а впоследствие оттам Елена Блаватска произвежда своя „махатма“..

## Легендарният образ
За произхода му не се знае нищо определено, смъртта му също е обгърната в мрак. Волтер го нарича „мъжа, който знае всичко и никога не умира!“.
Ако се вярва на свидетелите от негово време, той е живял най-малко 200 г., без външният му вид да се промени. Целият му живот е изпълнен с интриги и слухове за магически сили. Смята се, че е имал повече от 80 псевдонима.
Писателят Ян ван Хелсинг пише в своята книга „Не пипай тази книга“ за живота и хората, които са срещали Сен Жермен. Според него графът е пътешественик из времето. Също така владеел неестествени сили и можел да се подмладява. В своите думи графът казва, че пътувал във времето и случайно попадал в далечни страни и се срещал с всякакви хора като столетници от Хималайските планини, индийски пророци и алхимици.
Годините на раждането и смъртта му са спорни.
Германската писателка Керстин Гир пише за него в поредицата от книги „Скъпоценни камъни“, където го представя за един от 12-те души, които могат да пътуват във времето. В книгата Графът е изобретил специална машина за пътуване във времето, наречена „хронограф“.